# Justin Peeters
Justin Nestor Peeters (Waver, 5 november 1908 - 20 december 1978) was een Belgisch volksvertegenwoordiger, senator en burgemeester.

## Levensloop
Peeters was een zoon van Theophile Peeters (1878-1946) en van Rosalie Laureys (1884-1950). Hij trouwde met Marie-Louise Bosch en ze hadden een dochter.
Beroepshalve aannemer, werd Peeters door de PSB aangezocht om aan de verkiezingen in Waver deel te nemen. Hij werd in 1946 verkozen tot gemeenteraadslid, werd onmiddellijk schepen en in 1953 werd hij burgemeester, een ambt dat hij uitoefende tot eind 1976.
In 1950 werd hij lid van de Kamer van volksvertegenwoordigers voor het arrondissement Nijvel en vervulde dit mandaat tot in 1965. Van 1965 tot 1974 zetelde hij in de Senaat: van 1965 tot 1968 en van 1971 tot 1974 als provinciaal senator, van 1968 tot 1971 als rechtstreeks gekozen senator.
Waver heeft een Centre Sportif Justin Peeters.